# التجذر
التجذر هو أحد أهم أعمال الفيلسوفة الفرنسية الشهيرة سيمون فايل. وعنوانه الكامل هو: التـجـذُّر: تمهيد لإعلان الواجبات تجاه الكائن الإنساني (L’enracinement: Prélude à une déclaration des devoirs envers l’être humain).
ترجمه إلى العربية المترجمُ السوري محمد علي عبد الجليل. وقامت دار معابر (مجلة) للنشر في دمشق بنشر الترجمة عام 2010.

## محتوى الكتاب
تُبيِّنُ سيمون فايل في كتابها التـجـذُّر: تمهيد لإعلان الواجبات تجاه الكائن الإنساني أنَّ هناك حاجاتٍ أرضيةً ضروريةً لوجود النفس مثلما أنَّ للجسد حاجاتِه الفيزيولوجيةَ التي هي الأخرى ضرورية. هذه الحاجاتُ النفسيةُ هي:
1-النظام،
2-الحرية،
3-الطاعة،
4-المسؤولية،
5-المساواة،
6-التراتبية،
7-الشرف،
8-العقاب،
9-حرية الرأي،
10-الأمن،
11-المجازفة،
12-الملكية الخاصة،
13-الملكية الجماعية،
14-الحقيقة.
وإنَّ التعرُّفَ على هذه الحاجات وإحصاءها لأَصعبُ بكثيرٍ مِنَ التعرُّفِ على حاجات الجسد وإحصائها. ولكنَّ الجميع يعترفون على الأقل بوجودها.
جميع هذه الحاجات أساسية للحياة وأي جوع في إحداها يؤدي إلى مرض معيَّن.